# Acalyptomerus americanus
Acalyptomerus americanus là một loài bọ cánh cứng trong họ Clambidae. Loài này được Endrody-Younga miêu tả khoa học đầu tiên năm 1998.